# ميتشيل ماسيدو روتشا ماتشادو
ميتشيل ماسيدو روتشا ماتشادو (مواليد 15 فبراير 1990 في ريو دي جانيرو - البرازيل) لاعب كرة قدم برازيلي يلعب حاليا لصالح نادي الدرجة الأولى ألمرية الإسباني منذ 2008 في مركز الظهير الأيمن .

## روابط خارجية
- ميتشيل ماسيدو روتشا ماتشادو على موقع الاتحاد الدولي (مؤرشف)  (الإنجليزية)
- ميتشيل ماسيدو روتشا ماتشادو على موقع قاعدة بيانات كرة القدم.إي يو (الإنجليزية)
- ميتشيل ماسيدو روتشا ماتشادو على موقع Soccerbase.com (لاعب) (الإنجليزية)
- ميتشيل ماسيدو روتشا ماتشادو على موقع Soccerway.com (الإنجليزية)
- ميتشيل ماسيدو روتشا ماتشادو على موقع AS.com (الإسبانية)